# エリック・ラドフォード
エリック・ラドフォード（英語: Eric Radford, 1985年1月27日 - ）は、カナダ出身の男性フィギュアスケート選手（ペア、男子シングル）。パートナーはヴァネッサ・ジェームス、メーガン・デュハメル、レイチェル・カークランドなど。夫はフィギュアスケート選手のルイス・フェネロ。
2018年平昌オリンピック団体戦金メダリスト、ペア銅メダル。2014年ソチオリンピック団体戦銀メダリスト。2015年、2016年世界選手権優勝。2014年グランプリファイナル優勝。2013年、2015年四大陸選手権優勝。

## 経歴

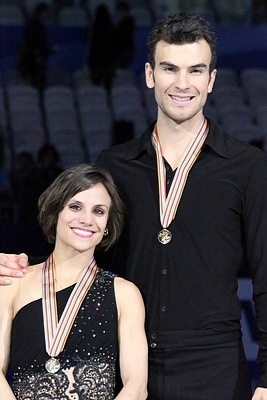
2015年世界選手権

2010－2011シーズン、新たにメーガン・デュハメルとのペアを結成した。スケートカナダでは出場した3組のカナダペアで一番下の成績だったものの、カナダ選手権では2位となり、四大陸選手権と世界選手権の代表に選出された。四大陸選手権ではSPで3回転ルッツ、FSで3回転フリップのソロジャンプを組み込んだ。スロージャンプでもルッツとフリップを入れる高難度の構成をほぼミスなく滑りきり、新結成のペアながら銀メダルを獲得した。世界選手権のSPではツイストリフト中にデュハメルの肘が鼻に当たり、鼻血が出たものの最後まで演技をし7位、総合でも7位となった。
2011-2012シーズン、グランプリシリーズはスケートカナダとエリック・ボンパール杯で3位となり、初めてグランプリファイナル進出を果たした。また、カナダ選手権でも初優勝。四大陸選手権ではSPの出遅れが響いてメダルは逃したが、世界選手権では自己最高の5位入賞となった。
2012-2013シーズン、グランプリシリーズは2戦ともに2位、グランプリファイナルは前年より順位を1つ上げ4位。カナダ選手権では2連覇、四大陸選手権ではISU主催の大会で初優勝。世界選手権はSP、FSともにパーソナルベストを更新し3位。5年ぶりにカナダに世界選手権のメダルをもたらし、4年ぶりにカナダの出場枠を3枠に増やした。
2013-2014シーズン、自身のコーチで、2006年に亡くなったポール・ウィルツに捧げる曲を作曲しSPに使用。3シーズン連続でスケートカナダとエリック・ボンパール杯に出場。グランプリファイナルでは5位だった。カナダ選手権では3連覇。ソチオリンピックではSPに出場し2位で銀メダルを獲得した。世界選手権ではSP、FSともにパーソナルベストを出す演技で2年連続の銅メダルを獲得した。
2014-2015シーズン、スケートカナダでグランプリシリーズ初優勝。NHK杯でも優勝した。グランプリファイナルではスロー4回転サルコウを初成功。カナダのペアとしては、ジェイミー・サレー/デヴィッド・ペルティエ組以来13年ぶりの優勝を果たした。カナダ選手権は4連覇、2年ぶりに出場の四大陸選手権でも優勝。世界選手権ではSP1位、FS1位の完全優勝を果たした。
2015-2016シーズン、グランプリシリーズで2連勝。連覇を狙ったグランプリファイナルでは2位だった。カナダ選手権では最多タイの5連覇。四大陸選手権では、デュハメルの体調不良を理由にFSを棄権した。世界選手権では連覇を果たした。カナダペアの連覇は56年ぶりのことである。
2016-2017シーズン、グランプリシリーズでは3シーズン連続でスケートカナダとNHK杯で連勝した。カナダ選手権では史上最多記録となる6連覇を果たした。世界選手権は、右股関節の痙攣を理由に3回転ルッツを外して挑んだ。SP・FS共に7位、総合でも7位で5年ぶりに表彰台を逃した。
2017-2018シーズン、長年師事したチャード・ゴーチエと袂を分かった。そしてブルーノ・マルコットをヘッドコーチに据え、ジョン・ジマーマンとジョン・ケアーのサポートを受けると発表した。スケートカナダで優勝、次戦のスケートアメリカで3位となり、7年連続の出場となったグランプリファイナルでは3位だった。カナダ選手権では7連覇を達成し2大会連続の五輪出場を決めた。平昌オリンピックでは団体戦でSP2位、FS1位となりカナダチームの金メダル獲得に貢献。団体戦ペアフリーの僅か3日後に行われた個人戦ではSP3位、FS2位の総合3位となり銅メダルを獲得した。
4月25日に正式に引退を発表した。
2021-2022シーズン、4月にフランス代表ペアスケーターであったヴァネッサ・ジェームスと新たにペアを結成、カナダ代表として活動を始めることを発表した。

## 人物
2014年12月4日、ゲイであることをカミングアウトした。平昌オリンピック団体戦で金メダルを獲得したことにより、ゲイをカミングアウトした初めての冬季オリンピック覇者となった。
音楽作曲活動も行っており、2013-2014年ソチオリンピックシーズンのSPプログラムに自ら作曲した「Tribute」を起用したり、2016-2017年には男子シングル選手パトリック・チャンのFSに自作曲「A Journey」を提供している。
2017年6月10日、恋人でありスペイン代表のアイスダンサー、ルイス・フェネロにプロポーズをし婚約した。
2018年6月、自身が育ったオンタリオ州・レッドレイクの通りが"Eric Radford Way"(エリック・ラドフォード通り)と命名された。2019年7月、フェネロの出身地にほど近いスペイン北部で結婚式を挙げた。

## 主な戦績

### ペア
- メーガン・デュハメルとのペア

| 大会/年              | 2010-11 | 2011-12 | 2012-13 | 2013-14 | 2014-15 | 2015-16 | 2016-17 | 2017-18 |
| -------------------- | ------- | ------- | ------- | ------- | ------- | ------- | ------- | ------- |
| 冬季オリンピック     |         |         |         | 7       |         |         |         |         |
| 世界選手権           | 7       | 5       | 3       | 3       | 1       | 1       | 7       |         |
| 四大陸選手権         | 2       | 4       | 1       |         | 1       | 棄権    | 2       |         |
| 世界国別対抗戦       |         | T3 / P2 | T2 / P2 |         | T4 / P2 |         |         |         |
| カナダ選手権         | 2       | 1       | 1       | 1       | 1       | 1       | 1       |         |
| GPファイナル         |         | 5       | 4       | 5       | 1       | 2       | 3       | 3       |
| GPスケートアメリカ   |         |         |         |         |         |         |         | 3       |
| GPスケートカナダ     | 5       | 3       | 2       | 3       | 1       | 1       | 1       | 1       |
| GP NHK杯             |         |         |         |         | 1       | 1       | 1       |         |
| GPエリック杯         |         | 3       | 2       | 2       |         |         |         |         |
| CSフィンランディア杯 |         |         |         |         |         |         | 1       |         |
| CSオータムクラシック |         |         |         |         | 1       | 1       |         | 2       |
| ネーベルホルン杯     | 3       |         |         |         |         |         |         |         |

- 2004-2005シーズンまではサラ・バークとのペア
- 2008-2009シーズンまではレイチェル・カークランドとのペア
- 2009-2010シーズンはアン＝マリー・ジローとのペア

| 大会/年           | 2002-03 | 2003-04 | 2004-05 | 2005-06 | 2006-07 | 2007-08 | 2008-09 | 2009-10 |
| ----------------- | ------- | ------- | ------- | ------- | ------- | ------- | ------- | ------- |
| カナダ選手権      | 1 N     |         | 4 J     | 2 J     | 5       | 5       | 7       | 8       |
| ドイツ選手権      |         |         |         |         |         |         | 3       |         |
| GPスケートカナダ  |         |         |         |         |         |         | 6       |         |
| ネーベルホルン杯  |         |         |         |         |         | 4       | 7       |         |
| JGPブダペスト     |         |         | 5       |         |         |         |         |         |
| JGPチェコスケート |         | 6       |         |         |         |         |         |         |

- N - ノービスクラス
- J - ジュニアクラス

#### 詳細
| 2017-2018 シーズン    |                                                                |         |          |          |
| 開催日                | 大会名                                                         | SP      | FS       | 結果     |
| 2018年2月14日 - 15日  | 平昌オリンピック（平昌）                                       | 3 76.82 | 2 153.33 | 3 230.15 |
| 2018年2月9日 - 12日   | 平昌オリンピック 団体戦（平昌）                                | 2 76.57 | 1 148.51 | 1 団体   |
| 2017年12月7日 - 10日  | 2017/2018 ISUグランプリファイナル（名古屋）                    | 5 72.18 | 3 138.65 | 3 210.83 |
| 2017年11月24日 - 26日 | ISUグランプリシリーズ スケートアメリカ（レークプラシッド）     | 1 75.37 | 3 140.31 | 3 215.68 |
| 2017年10月27日 - 29日 | ISUグランプリシリーズ スケートカナダ（レジャイナ）             | 2 73.53 | 1 148.69 | 1 222.22 |
| 2017年9月20日 - 23日  | ISUチャレンジャーシリーズ オータムクラシック（ピエールフォン） | 1 77.14 | 3 125.84 | 2 202.98 |

| 2016-2017 シーズン     |                                                          |         |          |          |
| 開催日                 | 大会名                                                   | SP      | FS       | 結果     |
| 2017年3月27日 - 4月2日 | 2017年世界フィギュアスケート選手権（ヘルシンキ）         | 7 72.67 | 7 133.39 | 7 206.06 |
| 2017年2月14日 - 19日   | 2017年四大陸フィギュアスケート選手権（江陵）             | 3 74.31 | 2 137.92 | 2 212.23 |
| 2017年1月16日 - 22日   | カナダフィギュアスケート選手権（オタワ）                 | 1 80.72 | 1 146.51 | 1 227.23 |
| 2016年12月8日 - 11日   | 2016/2017 ISUグランプリファイナル（マルセイユ）          | 3 71.44 | 3 134.55 | 3 205.99 |
| 2016年11月25日 - 27日  | ISUグランプリシリーズ NHK杯（札幌）                      | 2 72.95 | 1 131.61 | 1 204.56 |
| 2016年10月27日 - 30日  | ISUグランプリシリーズ スケートカナダ（ミシサガ）         | 1 78.39 | 1 139.91 | 1 218.30 |
| 2016年10月6日 - 9日    | ISUチャレンジャーシリーズ フィンランディア杯（エスポー） | 1 66.49 | 1 131.29 | 1 197.78 |

| 2015-2016 シーズン       |                                                      |         |          |          |
| 開催日                   | 大会名                                               | SP      | FS       | 結果     |
| 2016年4月22日 - 24日     | 2016年コーセー・チームチャレンジカップ（スポケーン） | -       | 1 147.48 | 1 団体   |
| 2016年3月26日 - 4月3日   | 2016年世界フィギュアスケート選手権（ボストン）       | 2 78.18 | 2 153.81 | 1 231.99 |
| 2016年2月16日 - 21日     | 2016年四大陸フィギュアスケート選手権（台北）         | 2 71.90 | -        | 棄権     |
| 2016年1月18日 - 24日     | カナダフィギュアスケート選手権（ハリファックス）     | 1 73.03 | 1 148.72 | 1 221.75 |
| 2015年12月9日 - 13日     | 2015/2016 ISUグランプリファイナル（バルセロナ）      | 3 72.74 | 2 143.93 | 2 216.67 |
| 2015年11月27日 - 29日    | ISUグランプリシリーズ NHK杯（長野）                  | 1 71.04 | 1 131.68 | 1 202.72 |
| 2015年10月30日 - 11月1日 | ISUグランプリシリーズ スケートカナダ（レスブリッジ） | 1 72.46 | 1 143.70 | 1 216.16 |
| 2015年10月12日 - 15日    | 2015年スケートカナダオータムクラシック（バリー）     | 1 68.97 | 1 133.64 | 1 202.61 |

| 2014-2015 シーズン       |                                                                      |         |          |          |
| 開催日                   | 大会名                                                               | SP      | FS       | 結果     |
| 2015年4月16日 - 19日     | 2015年世界フィギュアスケート国別対抗戦（東京）                       | 2 68.68 | 1 140.70 | 4 団体   |
| 2015年3月23日 - 29日     | 2015年世界フィギュアスケート選手権（上海）                           | 1 76.98 | 1 144.55 | 1 221.53 |
| 2015年2月9日 - 15日      | 2015年四大陸フィギュアスケート選手権（ソウル）                       | 1 75.67 | 1 143.81 | 1 219.48 |
| 2015年1月19日 - 25日     | カナダフィギュアスケート選手権（キングストン）                       | 1 79.50 | 1 150.69 | 1 230.19 |
| 2014年12月11日 - 14日    | 2014/2015 ISUグランプリファイナル（バルセロナ）                      | 1 74.50 | 1 146.22 | 1 220.72 |
| 2014年11月28日 - 30日    | ISUグランプリシリーズ NHK杯（門真）                                  | 1 72.70 | 1 127.08 | 1 199.78 |
| 2014年10月31日 - 11月2日 | ISUグランプリシリーズ スケートカナダ（ケロウナ）                     | 1 72.70 | 1 138.04 | 1 210.74 |
| 2014年10月14日 - 17日    | ISUチャレンジャーシリーズ スケートカナダオータムクラシック（バリー） | 1 68.92 | 1 134.24 | 1 203.16 |

| 2013-2014 シーズン    |                                                      |         |          |          |
| 開催日                | 大会名                                               | SP      | FS       | 結果     |
| 2014年3月24日 - 30日  | 2014年世界フィギュアスケート選手権（さいたま）       | 2 77.01 | 4 133.83 | 3 210.84 |
| 2014年2月6日 - 22日   | ソチオリンピック（ソチ）                             | 5 72.21 | 7 127.32 | 7 199.53 |
| 2014年2月6日 - 22日   | ソチオリンピック 団体戦（ソチ）                      | 2 73.10 | -        | 2 団体   |
| 2014年1月9日 - 15日   | カナダフィギュアスケート選手権（オタワ）             | 1 75.80 | 1 137.82 | 1 213.62 |
| 2013年12月5日 - 8日   | 2013/2014 ISUグランプリファイナル（福岡）            | 4 73.07 | 5 120.31 | 5 193.38 |
| 2013年11月15日 - 17日 | ISUグランプリシリーズ エリックボンパール杯（パリ）   | 2 66.07 | 2 124.82 | 2 190.89 |
| 2013年10月25日 - 27日 | ISUグランプリシリーズ スケートカナダ（セントジョン） | 1 69.57 | 3 121.05 | 3 190.62 |

| 2012-2013 シーズン    |                                                      |         |          |          |
| 開催日                | 大会名                                               | SP      | FS       | 結果     |
| 2013年4月11日 - 14日  | 2013年世界フィギュアスケート国別対抗戦（東京）       | 2 69.94 | 2 121.21 | 2 191.15 |
| 2013年3月10日 - 17日  | 2013年世界フィギュアスケート選手権（ロンドン）       | 2 73.61 | 3 130.95 | 3 204.56 |
| 2013年2月6日 - 11日   | 2013年四大陸フィギュアスケート選手権（大阪）         | 1 70.44 | 2 128.74 | 1 199.18 |
| 2013年1月13日 - 20日  | カナダフィギュアスケート選手権（ミシサガ）           | 1 69.08 | 1 137.55 | 1 206.63 |
| 2012年12月6日 - 9日   | 2012/2013 ISUグランプリファイナル（ソチ）            | 4 64.20 | 4 122.89 | 4 187.09 |
| 2012年11月16日 - 18日 | ISUグランプリシリーズ エリック・ボンパール杯（パリ） | 2 62.28 | 1 124.43 | 2 186.71 |
| 2012年10月26日 - 28日 | ISUグランプリシリーズ スケートカナダ（ウィンザー）   | 2 64.49 | 2 126.00 | 2 190.49 |

| 2011-2012 シーズン     |                                                              |         |          |          |
| 開催日                 | 大会名                                                       | SP      | FS       | 結果     |
| 2012年4月19日 - 22日   | 2012年世界フィギュアスケート国別対抗戦（東京）               | 4 59.27 | 2 118.35 | 2 177.62 |
| 2012年3月26日 - 4月1日 | 2012年世界フィギュアスケート選手権（ニース）                 | 5 63.69 | 5 121.72 | 5 185.41 |
| 2012年2月9日 - 12日    | 2012年四大陸フィギュアスケート選手権（コロラドスプリングス） | 8 57.53 | 4 114.23 | 4 171.76 |
| 2012年1月16日 - 22日   | カナダフィギュアスケート選手権（モンクトン）                 | 1 60.92 | 1 129.19 | 1 190.11 |
| 2011年12月8日 - 11日   | 2011/2012 ISUグランプリファイナル（ケベック・シティー）      | 5 61.04 | 5 109.39 | 5 170.43 |
| 2011年11月18日 - 20日  | ISUグランプリシリーズ エリック・ボンパール杯（パリ）         | 2 61.06 | 3 115.56 | 3 176.62 |
| 2011年10月28日 - 30日  | ISUグランプリシリーズ スケートカナダ（ミシサガ）             | 2 62.37 | 3 112.47 | 3 174.84 |

| 2010-2011 シーズン     |                                                      |         |          |          |
| 開催日                 | 大会名                                               | SP      | FS       | 結果     |
| 2011年4月24日 - 5月1日 | 2011年世界フィギュアスケート選手権（モスクワ）       | 7 58.83 | 7 114.20 | 7 173.03 |
| 2011年2月15日 - 20日   | 2011年四大陸フィギュアスケート選手権（台北）         | 3 59.92 | 2 121.87 | 2 181.79 |
| 2011年1月20日 - 23日   | カナダフィギュアスケート選手権（ビクトリア）         | 4 57.71 | 2 113.63 | 2 171.34 |
| 2010年10月29日 - 31日  | ISUグランプリシリーズ スケートカナダ（キングストン） | 4 54.80 | 4 103.73 | 5 158.53 |
| 2010年9月23日 - 24日   | 2010年ネーベルホルン杯（オーベルストドルフ）         | 3 51.81 | 3 95.63  | 3 147.44 |

| 2009-2010 シーズン   |                                            |         |         |          |
| 開催日               | 大会名                                     | SP      | FS      | 結果     |
| 2010年1月15日 - 16日 | カナダフィギュアスケート選手権（ロンドン） | 8 48.75 | 8 89.51 | 8 138.26 |

| 2008-2009 シーズン       |                                                      |         |          |          |
| 開催日                   | 大会名                                               | SP      | FS       | 結果     |
| 2009年1月14日 - 18日     | カナダフィギュアスケート選手権（サスカトゥーン）     | 4 49.77 | 8 78.00  | 7 127.77 |
| 2008年12月18日 - 21日    | ドイツフィギュアスケート選手権（オーベルストドルフ） | 3 51.88 | 3 101.18 | 3 153.06 |
| 2008年10月31日 - 11月2日 | ISUグランプリシリーズ スケートカナダ（オタワ）       | 7 50.08 | 6 91.58  | 6 141.66 |
| 2008年9月25日 - 26日     | 2008年ネーベルホルン杯（オーベルストドルフ）         | 7 48.04 | 6 83.41  | 7 131.45 |

| 2007-2008 シーズン   |                                                |         |          |          |
| 開催日               | 大会名                                         | SP      | FS       | 結果     |
| 2008年1月16日 - 20日 | カナダフィギュアスケート選手権（バンクーバー） | 8 50.46 | 5 106.60 | 5 157.06 |
| 2007年9月27日 - 29日 | 2007年ネーベルホルン杯（オーベルストドルフ）   | 3 49.15 | 4 87.92  | 4 137.07 |

| 2006-2007 シーズン   |                                                  |         |         |          |
| 開催日               | 大会名                                           | SP      | FS      | 結果     |
| 2007年1月15日 - 21日 | カナダフィギュアスケート選手権（ハリファックス） | 6 48.64 | 6 93.33 | 5 141.97 |

| 2005-2006 シーズン  |                                                         |         |         |          |
| 開催日              | 大会名                                                  | SP      | FS      | 結果     |
| 2006年1月9日 - 15日 | カナダフィギュアスケート選手権 ジュニアクラス（オタワ） | 1 46.42 | 2 86.49 | 2 132.91 |

| 2004-2005 シーズン   |                                                           |         |         |          |
| 開催日               | 大会名                                                    | SP      | FS      | 結果     |
| 2005年1月17日 - 23日 | カナダフィギュアスケート選手権 ジュニアクラス（ロンドン） | 4 43.09 | 6 70.64 | 4 113.73 |
| 2004年9月2日 - 5日   | ISUジュニアグランプリ ブダペスト（ブダペスト）            | 5 38.22 | 5 69.97 | 5 108.19 |

| 2003-2004 シーズン  |                                                      |    |    |      |
| 開催日              | 大会名                                               | SP | FS | 結果 |
| 2003年10月2日 - 5日 | ISUジュニアグランプリ チェコスケート（オストラヴァ） | 6  | 6  | 6    |

### 男子シングル
| 大会/年           | 2001-02 | 2002-03 | 2003-04 | 2004-05 |
| ----------------- | ------- | ------- | ------- | ------- |
| カナダ選手権      | 1 N     | 4 J     | 1 J     | 15      |
| JGPチェコスケート |         |         | 11      |         |
| JGPモントリオール |         | 13      |         |         |

- N - ノービスクラス
- J - ジュニアクラス

#### 詳細
| 2004-2005 シーズン |                                            |          |          |          |           |
| 開催日             | 大会名                                     | 予選     | SP       | FS       | 結果      |
| 2005年1月17日-23日 | カナダフィギュアスケート選手権（ロンドン） | 13 23.53 | 13 46.62 | 14 88.88 | 15 159.03 |

| 2003-2004 シーズン  |                                                      |    |    |      |
| 開催日              | 大会名                                               | SP | FS | 結果 |
| 2003年10月2日 - 5日 | ISUジュニアグランプリ チェコスケート（オストラヴァ） | 14 | 12 | 11   |

| 2002-2003 シーズン   |                                                        |    |    |      |
| 開催日               | 大会名                                                 | SP | FS | 結果 |
| 2003年4月10日 - 13日 | トリグラフトロフィー ジュニアクラス （イェセニツェ）   | 4  | 5  | 5    |
| 2002年9月26日 - 29日 | ISUジュニアグランプリ モントリオール（モントリオール） | 10 | 12 | 13   |

## プログラム使用曲
| シーズン  | SP | FS | EX |
| --------- | --- | --- | --- |
| 2017-2018 | ウィズ・オア・ウィズアウト・ユー 作曲：U2 演奏：エイプリル・マサーヴィー 振付：ジョン・ケアー、ジュリー・マルコット   | ニュートロン・スター・コリジョン アイ・ビロング・トゥ・ユー（あなたの声に私の心は開く） アップライジング（叛乱） 曲：ミューズホームタウン・グローリー 曲：アデル 振付：ジュリー・マルコット | ピアノ・マン 曲：ビリー・ジョエル |
| 2016-2017 | Killer ボーカル：シール 振付：ジュリー・マルコット                                                                    | 水に流して ボーカル：パトリシア・カース 振付：ジュリー・マルコット | ピアノ・マン 曲：ビリー・ジョエルHeroes ボーカル：ピーター・ガブリエル                                                                                         |
| 2015-2016 | 僕の歌は君の歌 映画『ムーラン・ルージュ』サウンドトラックより ボーカル：ユアン・マクレガー 振付：ジュリー・マルコット | ホームタウン・グローリー 曲：アデル 振付：ジュリー・マルコット | スマイル 曲：ナット・キング・コールピアノ・マン 曲：ビリー・ジョエル                                                                                           |
| 2014-2015 | Un Peu Plus Haut ボーカル：ジネット・リノ                                                                             | ニュートロン・スター・コリジョン アイ・ビロング・トゥ・ユー（あなたの声に私の心は開く） アップライジング（叛乱） 曲：ミューズ                                                               | Listen to my heart ボーカル：ジョシュ・ヤングワン 曲：メアリー・J. ブライジ、U2Say Something 曲：ア・グレイト・ビッグ・ワールド feat. クリスティーナ・アギレラ |
| 2013-2014 | トリビュート 作曲：エリック・ラドフォード                                                                             | 映画『アリス・イン・ワンダーランド』より 作曲：ダニー・エルフマン Everlasting 作曲：Two Steps from Hell                                                                                     | トゥルー・カラーズ ボーカル：Young Artists Against BullyingSay Something 曲：ア・グレイト・ビッグ・ワールド feat. クリスティーナ・アギレラ                     |
| 2012-2013 | ラ・ボエーム | 映画『エンジェル』より 作曲：フィリップ・ロンビ | ホームタウン・グローリー 曲：アデルHo Hey 曲：ザ・ルミニアーズトゥルー・カラーズ ボーカル：Young Artists Against Bullying                                      |
| 2011-2012 | アランフエス協奏曲 作曲：ホアキン・ロドリーゴ                                                                         | 美しき生命 イエロー 作曲：コールドプレイ | ドント・ストップ・ビリーヴィン テレビドラマ『glee/グリー』よりWhen She Loved Me ボーカル：ジョシュ・ヤングHelpless 曲：k.d.ラング                              |
| 2010-2011 | ふたりの天使 作曲:サン・プルー                                                                                        | The Train 作曲：コンスタンティン・クリメッツ 映画『ジョー・ブラックをよろしく』より 作曲：トーマス・ニューマン                                                                              | ドント・ストップ・ビリーヴィン テレビドラマ『glee/グリー』より                                                                                                 |